# Derbi de Tyne & Wear
El derbi de Tyne & Wear es el nombre dado a los partidos de fútbol disputados entre el Newcastle United Football Club y el Sunderland Association Football Club, los dos clubes más exitosos de la región de Tyne y Wear en Inglaterra. La rivalidad se debe a la corta distancia entre las ciudades de Sunderland y Newcastle upon-Tyne, a sólo 19 km. El Sunderland juega sus partidos como local en el Stadium of Light, mientras que el Newcastle lo hace en St James' Park. Se trata de una de las rivalidades más antiguas del fútbol en Inglaterra. 
El primer partido disputado entre ambos fue un amistoso en el año 1883, cuando el Newcastle todavía era conocido como West End. Su primer partido oficial fue en 1887, en una eliminatoria de FA Cup en la que el Sunderland se impuso con un resultado de 2-0. Hasta la fecha, se han enfrentado un total de 157 veces, distribuido en 53 victorias para el Sunderland, 50 empates y 54 victorias para el Newcastle.
Nunca se han enfrentado en competiciones de la UEFA.

## Historia

### Origen de la Rivalidad
La historia del Tyne & Wear Derby, (conocido así en el Reino Unido), se remonta hacia el siglo XVII cuando tuvo lugar el comienzo de la Guerra Civil Inglesa en el año 1642. Las protestas sobre las ventajas que tenían los comerciantes de Cavalier Newcastle en Wearside, hicieron de Sunderland un importante bastión parlamentario. Nuevamente, estas dos ciudades se encontraron en posiciones opuestas durante los levantamientos jacobitas, mientras que en Tyneside (Newcastle) apoyaban a los Hanoverianos, los del municipio de Wearside (Sunderland) eran partidarios de los escoceses, es decir, de la Casa Stuart.

### Rivalidad Deportiva
Antes del comienzo del siglo XX, las rivalidades entre Sunderland y Newcastle eran sólo asuntos comerciales entre las dos ciudades, no había ningún tema deportivo. De hecho, en la ciudad de Newcastle upon-Tyne ya había una rivalidad entre dos equipos que existían por aquel momento: el Newcastle East End (club actual) y el Newcastle West End, debido a la crisis producida en el West, decidieron fusionarse en el año 1892 dando lugar al actual Newcastle United. Mientras tanto en Wearside, un grupo de jugadores del Sunderland A.F.C. tomaron la decisión de separarse del club para formar en 1888 el Sunderland Albion, aunque dicha idea no prosperó por lo que tuvieron que desaparecer en 1892. El primer partido se jugó en el año 1883, aunque no fue hasta el 24 de diciembre de 1887 cuando se enfrentaron de manera oficial, cuartos de final de la FA Cup donde el Sunderland se impuso por un resultado final de 2 goles a 0.
Esta rivalidad, comenzaría a expandirse durante el primer periodo del siglo XX cuyos equipos, comenzaron a levantar sus primeros títulos de First Division y FA Cup. El 24 de agosto de 1901, (cuya fecha cayó el día de Viernes Santo), mientras se celebraba un nuevo derbi, un total de 120.000 aficionados tuvieron que  
abandonar el estadio St James' Park ya que sobrepasaban el límite de aforo. Por aquel entonces el estadio tenía una capacidad de 30.000 espectadores. Tras ello, comenzó a realizarse diversos movimientos vandálicos por toda la ciudad, llegando a causar centenares de heridos. El derbi atrajo a muchos aficionados que conseguían ver cada encuentro desde otros puntos cercanos al estadio, pero pese a todo, tampoco había una gran interés en ello por parte de ambas aficiones, sobre todo durante el periodo de entreguerras.
El 5 de diciembre de 1909, el Sunderland consiguió vencer al Newcastle en el derbi por un total de 9 goles a 1 en el estadio St James' Park, siendo el resultado más abultado tanto del club de Wearside, como de la historia del Tyne & Wear Derby. Dicho resultado coincidió con el tercer título de liga del Newcastle y con sus rivales acabando en 3ª posición a tan sólo nueve puntos de ventaja. Por su parte, los de Tyneside consiguieron en dos ocasiones vencer a los Black Cats por 6-1, en St James' Park en 1920 y en el Roker Park en 1955, siendo la mayor goleada de los Geordies en el derbi.

Comparación de las temporadas del Sunderland y Newcastle desde el hasta la actualidad

En 1979, Gary Rowell se convirtió en el primer futbolista del Nordeste de Inglaterra en anotar un triplete en el derbi, el resultado final fue de 4-1 para el Sunderland A.F.C., mientras que Peter Beardsley fue el primer jugador nacido en Newcastle upon-Tyne que consiguió otro triplete a favor del Newcastle United en el partido de año nuevo de 1985.  
En el año 1990, los dos equipos se enfrentaron en una eliminatoria de play-offs de ascenso, ganándose el apodo del mayor derbi de tyne & Wear. Pese a que en el partido de ida, el resultado fue de 0-0 en Roker Park, el Sunderland consiguió sellar su pase a la final venciendo en St James' Park por 2-0. Antes del final, los aficionados del Newcastle United intentaron invadir el campo para que el partido se diera por finalizado, pero finalmente no tuvo éxito llegándose a disputar los 90 minutos reglamentarios. El Sunderland pasarían posteriormente a la final que perderían contra el Swindon Town pero por diversas regularidades, acabarían ascendiendo a la First Division. 
El 25 de agosto de 1999, el entrenador del Newcastle United Ruud Gullit, dejó en el banquillo a sus dos máximos goleadores: Duncan Ferguson y Alan Shearer. El partido acabó con victoria por 2 goles a 1 para el Sunderland gracias a los tantos de Kevin Phillips y Nail Quinn. Ante las protestas de los aficionados de Tyneside, Gullit dimitió antes del partido posterior. Los Black Cats repetirían la hazaña un año después, con la parada de penalti de Thomas Sørensen a Alan Shearer.

### Siglo XXI

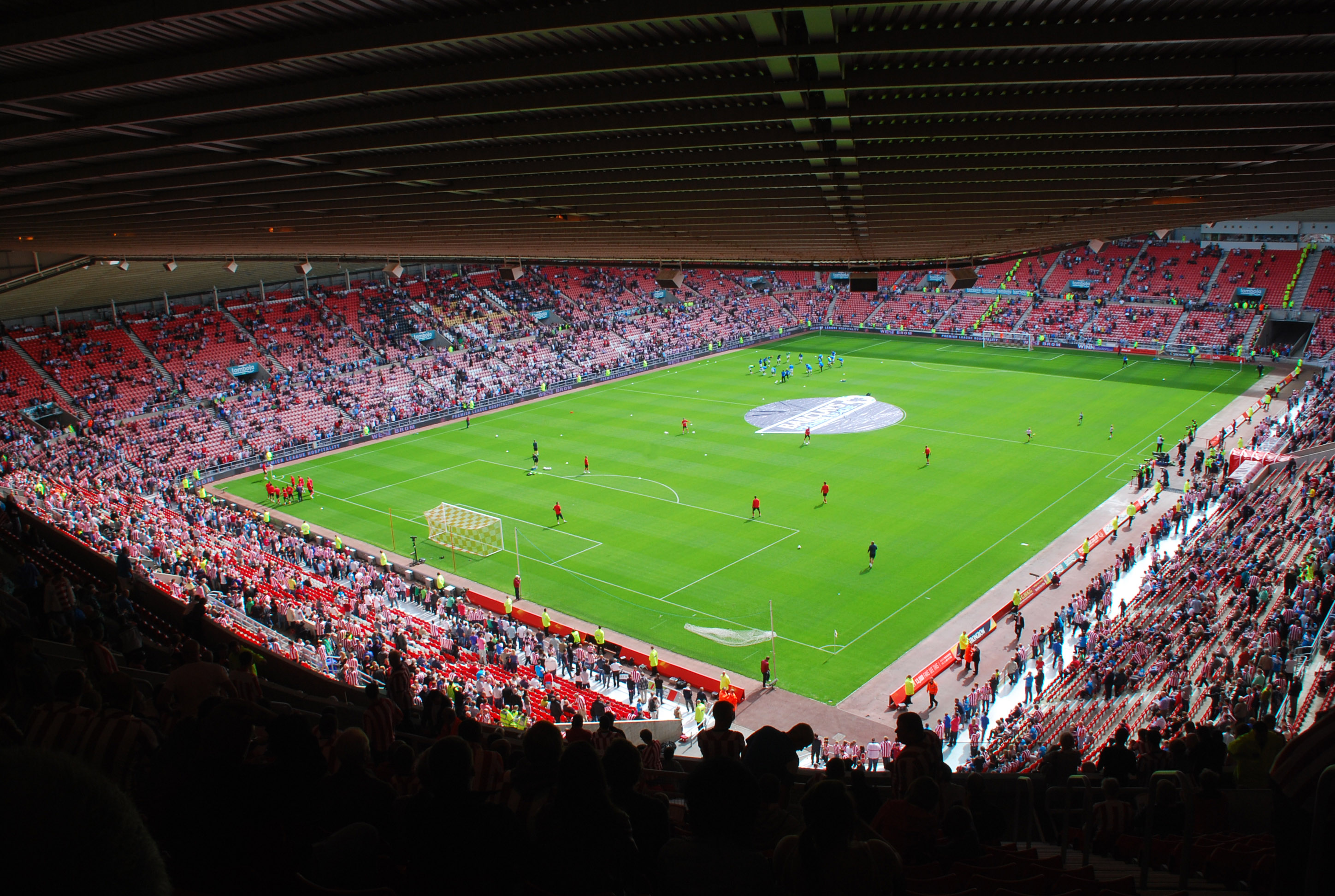
Los jugadores calientan en el Stadium of Light antes del derbi.

El 17 de abril de 2006, el Newcastle fue capaz de remontar un 1-0 en contra en la segunda mitad, finalmente acabaría con el resultado final de 1-4. Alan Shearer marcó su último gol en la Premier League de penalti y dejando establecido el record de 260 goles en la competición. Michael Chopra, uno de los jugadores de los Geordies, ficharía por el Sunderland jugando varios derbis en contra de sus rivales. El 25 de octubre de 2008, el Sunderland venció al Newcastle, como local en el Stadium of Light por primera vez en 28 años. El partido acabó con un 2-1 para los de Wearside.
Tras la vuelta del Newcastle United a la Premier League en el año 2010, venció al Sunderland en el primer derbi de la temporada por 5 goles a 1, con un hat-trick de Kevin Nolan. Titus Bramble, exjugador del club de Tyneside y por aquel momento central de los Black Cats fue expulsado. En el partido de vuelta en el Stadium of Light, Nolan llevaría al Newcastle United a lograr una nueva victoria pero Asamoah Gyan empató en el tiempo de descuento dejando el resultado tablas de 1-1. La temporada 2011-12,en el mes de agosto, los Geordies ganarían por 1-0 en el Stadium of Light con un gol de falta directa de Ryan Taylor, el partido de vuelta en St James' Park terminó con 1-1 y con tangana al finalizar el partido, posteriormente la FA acusó a ambos equipos de lo sucedido.
El 14 de abril de 2013, el Sunderland volvió a vencer al Newcastle United en St James' Park por primera vez en 13 años, Paolo Di Canio dirigió su segundo partido como entrenador de los Black Cats. La asistencia fue de 52.355 espectadores y 2.000 aficionados rivales. Pese a que uno de sus mejores jugadores Craig Gardner no jugó por sanción, el partido acabó con un resultado de 0-3 con goles de Stéphane Sessègnon en el minuto 27, Adam Johnson en el 74 y David Vaughan en el 82. Al año siguiente, el Sunderland volvió a hacer un doblete de victorias en el derbi después de 47 años, ganando por 2-1 en el Stadium of Light el 27 de octubre de 2013 y repitiendo el 0-3 en St James' Park el 1 de febrero de 2014, con goles de Fabio Borini, Adam Johnson y Jack Colback.
Para la temporada 2014-15 el Newcastle United consiguió hacerse con los servicios de Jack Colback, algo que no sentó nada bien a la afición de un Sunderland que no lo recibió bien en su vuelta al Stadium of Light. En lo deportivo, el Sunderland se llevaron el derbi en el minuto 90 con gol de Adam Johnson estableciendo un récord de 4 victorias consecutivas de las cuales, 3 de ellas fueron en St James' Park. Esa racha fue ampliada con otra victoria en Wearside, volvieron a conseguir otro doblete siendo el segundo consecutivo. Jermain Defoe anotó un gol antes del desde 22 metros de distancia, siendo uno de los mejore goles de la temporada. La temporada 2015-16 fue la última con ambos equipos en una misma categoría, el partido de ida celebrado el 5 de octubre de 2015, acabó con victoria del Sunderland por 3-0 con goles de Adam Johnson, Billy Jones y Steven Fletcher, por su parte, Fabricio Coloccini dejó al Newcastle con 10 jugadores durante un buen tramo del derbi. 
El 20 de marzo de 2016, fue el último derbi oficial en 8 años entre ambos equipos. El resultado en St James' Park fue de 1-1 con goles de Jermain Defoe y Aleksandar Mitrović. 
El primer equipo del Sunderland se enfrentó al Newcastle Sub-21 por primera vez en 2019. El encuentro tuvo lugar en el Stadium of Light, desatando la ira de los afcionados del Newcastle United que se mofaron con cánticos como: Os vimos llorar en Netflix!!. A pesar de todo, el Sunderland ganó por 4-0.
El 6 de enero de 2024, el sorteo de la FA Cup hizo que se volvieran a enfrentar después de 8 años sin hacerlo debido al descenso del Newcastle United al EFL Championship y posteriores descensos del Sunderland al EFL Championship y EFL League One. El hasta ahora último partido oficial entre ambos terminó con victoria 0-3 para el Newcastle United en el Stadium of Light, con dos goles de Alexander Isak y autogol de Daniel Ballard.
El Derbi de Tyne & Wear volverá a ser parte de la Premier League tras diez años de espera, después de que el Sunderland confirmara su ascenso en la final de los play-offs del Championship 24-25.

## Asuntos Extradeportivos

### Vandalismo
Durante toda la historia del Derbi de Tyne & Wear se han producido diversos actos vandálicos. En 1990, cuando el Sunderland eliminó al Newcastle United en los play-offs de ascenso a la First División, algunos aficionados locales intentaron invadir el campo con el objetivo de que no continuaran jugando el partido. Archivado el caso, en 2001 fueron detenidos por aquellos hechos.
En marzo de 2022, los Seaburn Casuals, ultras del Sunderland organizaron una quedada con los Newcastle Gremlins para enfrentarse de forma violenta en Shields Ferry. Los cabecillas de ambos bandos fueron detenidos posteriormente y encarcelados con una pena de 4 años en prisión. El Reino Unido lo describió como una de las peores peleas relacionadas con el fútbol jamás presenciadas. Otras 28 personas fueron detenidas, después de que la policía examinara al completo el teléfono móvil de los principales cabecillas de las bandas. 
El 2 de abril de 2003, mientras la Selección de fútbol de Inglaterra jugaba un encuentro de Clasificación para la Eurocopa 2004 contra Turquía en Tyne y Wear, hasta 95 aficionados fueron detenidos por una nueva pelea entre aficionados del Sunderland A.F.C. y del Newcastle United. Posteriormente, atacaron a la policía, arrojándoles petardos que incluían botellas, latas y tapacubos. Algunas medios de comunicación, atribuyen estos enfrentamientos a un resurgimiento del conflicto entre los Newcastle Gremlins y los Seaburn Casuals. El Sunderland encabezó la tabla de aficionados detenidos con un total de 154 siendo la cifra más alta durnate el 2003.
En 2008, cuando el Sunderland venció al Newcastle United en el derbi, algunos aficionados saltaron al campo para atacar con pirotecnia al jugador Joey Barton, el entrenador Roy Keane intervino para poner paz de por medio. El 16 de enero de 2011, un aficionado del Sunderland saltó al terreno de juego en el Stadium of Light para intentar atacar al portero del Newcastle Steve Harper, casualmente era una de las personas que anteriormente fue arrestada por diferentes percances en el pasado. Pese al incidente, el Sunderland fue galardonado con el premio a la mejor afición del año.
El 14 de abril de 2013, algunos aficionados del Newcastle United, luego de perder por 0-3 en St James' Park, se unieron para atacar a la policía por las calles de la ciudad. Hasta 4 policías resultaron heridos y se realizaron un total de 29 detenciones. Los enfrentamientos entre ambas aficiones en la estación de tren se mostraron en televisión, en la serie llamada All Aboard: East Coast Trains con el título "Derby Day".

### Control de Aficionados
En 1996, tras la vuelta del Sunderland a la Premier League, se presentaron propuestas para prohibir a los aficionados del Newcastle United entrar al estadio de Roker Park por motivos de seguridad. Un acuerdo de última hora entre el Sunderland y la policía de Northumbria permitió que al menos 1.000 aficionados rivales puedan entrar al partido. El Newcastle United rechazó la propuesta, ya que llegaron a un acuerdo con la televisión para un Beamback. Tras la crítica de los aficionados, el director ejecutivo Freddie Fletcher, culpó al Sunderland del mal estado del Roker Park. En el partido de vuelta, el Newcastle impuso una prohibición similar a los aficionados Sunderland por lo que se quedaron sin entrar a St James' Park.
Temiendo que esto fuera un problema para futuros derbis, grupos de aficionados y hooligans de ambos equipos se unieron para formar el  Wear United . A los seguidores de ambos equipos se les aseguró que los aficionados visitantes puedan asistir a futuros juegos derby, aunque esto probablemente tuvo más que ver con el hecho de que la temporada 1996-97 fue la última de Sunderland A.F.C. en Roker Park antes de mudarse al Stadium of Light.
Después de la violencia en el último derbi de 2013, la policía de Northumbria dejó claro que todos los aficionados del Sunderland que quieran entrar en St James' Park, deberán de hacerlo juntos desde autobús, independientemente en la zona que vivan de Wearside. La propuesta no fue bien recibida por ambas aficiones que criticaron el hecho desde diferentes páginas web. Posteriormente estalló una disputa entre ambos clubes y la policía el por qué se implementa el viaje en autobús. Tanto el Sunderland como el Newcastle United, emitieron un comunicado en conjunto para rechazar las condiciones impuestas por la policía de Northumbria que pese a todo no cambiaron. Los derbis comenzaron a adptarse a los nuevos horarios televisivos.

## Estadísticas

### Resumen
Actualizado hasta el 6 de enero de 2024.
| Competición            | Jugados | Victorias Sunderland | Empates | Victorias Newcastle | Goles Sunderland | Goles Newcastle |
| ---------------------- | ------- | -------------------- | ------- | ------------------- | ---------------- | --------------- |
| Premier League         | 126     | 43                   | 37      | 46                  | 193              | 195             |
| Championship           | 16      | 4                    | 7       | 5                   | 18               | 16              |
| Total liga             | 142     | 47                   | 44      | 51                  | 211              | 211             |
| FA Cup                 | 9       | 3                    | 3       | 3                   | 11               | 11              |
| League Cup             | 2       | 0                    | 2       | 0                   | 4                | 4               |
| Play-offs de Ascenso   | 2       | 1                    | 1       | 0                   | 2                | 0               |
| Total competitivo      | 13      | 4                    | 6       | 3                   | 17               | 15              |
| Campeonatos regionales | 2       | 2                    | 0       | 0                   | 4                | 1               |
| Total                  | 157     | 53                   | 50      | 54                  | 232              | 227             |

### Palmarés
| Títulos oficiales | Nacionales | Nacionales | Nacionales | Nacionales          | Europeos | Europeos | Europeos          | Europeos | Europeos | Europeos | Mundiales | Mundiales | Total |
| Títulos oficiales |            |            |            | Football League Cup |          |          | Recopa de la UEFA |          |          |          |           |           | Total |
| ----------------- | ---------- | ---------- | ---------- | ------------------- | -------- | -------- | ----------------- | -------- | -------- | -------- | --------- | --------- | ----- |
| Newcastle United  | 4          | 6          | 1          | 1                   | -        | -        | -                 | 1        | 1        | -        | -         | -         | 14    |
| Sunderland A.F.C. | 6          | 2          | 1          | -                   | -        | -        | -                 | -        | -        | -        | -         | -         | 9     |

### Historial de Partidos
| Newcastle | Empate | Sunderland |

| Temporada | Fecha      | Partido                | Resultado | Torneo           |
| --------- | ---------- | ---------------------- | --------- | ---------------- |
| 1898/1899 | 24/12/1898 | Sunderland - Newcastle | 2:3       | Primera División |
| 1898/1899 | 22/04/1899 | Newcastle - Sunderland | 0:1       | Primera División |
| 1899/1900 | 23/12/1899 | Newcastle - Sunderland | 2:4       | Primera División |
| 1899/1900 | 28/04/1900 | Sunderland - Newcastle | 1:2       | Primera División |
| 1900/1901 | 6/10/1900  | Sunderland - Newcastle | 1:1       | Primera División |
| 1900/1901 | 24/4/1901  | Newcastle - Sunderland | 0:2       | Primera División |
| 1901/1902 | 14/9/1901  | Newcastle - Sunderland | 0:1       | Primera División |
| 1901/1902 | 12/2/1902  | Newcastle - Sunderland | 1:0       | FA Cup           |
| 1901/1902 | 31/03/1902 | Sunderland - Newcastle | 0:0       | Primera División |
| 1902/1903 | 27/12/1902 | Sunderland - Newcastle | 0:0       | Primera División |
| 1902/1903 | 25/04/1903 | Newcastle - Sunderland | 1:0       | Primera División |
| 1903/1904 | 26/12/1903 | Newcastle - Sunderland | 1:3       | Primera División |
| 1903/1904 | 1/01/1904  | Sunderland - Newcastle | 1:1       | Primera División |
| 1904/1905 | 24/12/1904 | Sunderland - Newcastle | 3:1       | Primera División |
| 1904/1905 | 22/04/1905 | Newcastle - Sunderland | 1:3       | Primera División |
| 1905/1906 | 2/9/1905   | Sunderland - Newcastle | 3:2       | Primera División |
| 1905/1906 | 30/12/1905 | Newcastle - Sunderland | 1:1       | Primera División |
| 1906/1907 | 1/9/1906   | Newcastle - Sunderland | 4:2       | Primera División |
| 1906/1907 | 30/3/1907  | Sunderland - Newcastle | 2:0       | Primera División |
| 1907/1908 | 29/08/1907 | Sunderland - Newcastle | 2:4       | Primera División |
| 1907/1908 | 02/01/1908 | Newcastle - Sunderland | 1:3       | Primera División |
| 1908/1909 | 5/12/1908  | Newcastle - Sunderland | 1:9       | Primera División |
| 1908/1909 | 6/03/1909  | Newcastle - Sunderland | 2:2       | FA Cup           |
| 1908/1909 | 10/03/1909 | Sunderland - Newcastle | 0:3       | FA Cup           |
| 1908/1909 | 10/04/1909 | Sunderland - Newcastle | 3:1       | Primera División |
| 1909/1910 | 18/09/1909 | Sunderland - Newcastle | 0:2       | Primera División |
| 1909/1910 | 13/04/1910 | Newcastle - Sunderland | 1:0       | Primera División |
| 1910/1911 | 1/09/1910  | Sunderland - Newcastle | 2:1       | Primera División |
| 1910/1911 | 19/11/1910 | Newcastle - Sunderland | 1:1       | Primera División |
| 1911/1912 | 14/10/1911 | Sunderland - Newcastle | 1:2       | Primera División |
| 1911/1912 | 17/02/1912 | Newcastle - Sunderland | 3:1       | Primera División |
| 1912/1913 | 7/9/1912   | Newcastle - Sunderland | 1:1       | Primera División |
| 1912/1913 | 28/12/1912 | Sunderland - Newcastle | 2:0       | Primera División |
| 1912/1913 | 8/3/1913   | Sunderland - Newcastle | 0:0       | FA Cup           |
| 1912/1913 | 12/3/1913  | Newcastle - Sunderland | 2:2       | FA Cup           |
| 1912/1913 | 17/3/1913  | Newcastle - Sunderland | 0:3       | FA Cup           |
| 1913/1914 | 06/09/1913 | Sunderland - Newcastle | 1:2       | Primera División |
| 1913/1914 | 27/12/1913 | Newcastle - Sunderland | 2:1       | Primera División |
| 1914/1915 | 25/12/1914 | Newcastle - Sunderland | 2:5       | Primera División |
| 1914/1915 | 26/12/1914 | Sunderland - Newcastle | 2:4       | Primera División |
| 1919/1920 | 22/11/1919 | Sunderland - Newcastle | 2:0       | Primera División |
| 1919/1920 | 29/11/1919 | Newcastle - Sunderland | 2:3       | Primera División |
| 1920/1921 | 9/10/1920  | Newcastle - Sunderland | 6:1       | Primera División |
| 1920/1921 | 16/10/1920 | Sunderland - Newcastle | 0:2       | Primera División |
| 1921/1922 | 19/11/1921 | Newcastle - Sunderland | 2:2       | Primera División |
| 1921/1922 | 26/11/1921 | Sunderland - Newcastle | 0:0       | Primera División |
| 1922/1923 | 4/11/1922  | Newcastle - Sunderland | 2:1       | Primera División |
| 1922/1923 | 11/11/1922 | Sunderland - Newcastle | 2:0       | Primera División |
| 1923/1924 | 15/12/1923 | Sunderland - Newcastle | 3:2       | Primera División |
| 1923/1924 | 22/12/1923 | Newcastle - Sunderland | 0:2       | Primera División |
| 1924/25   | 18/10/1924 | Sunderland - Newcastle | 1:1       | Primera División |
| 1924/25   | 21/02/1925 | Newcastle - Sunderland | 2:0       | Primera División |
| 1925/1926 | 17/10/1925 | Newcastle - Sunderland | 0:0       | Primera División |
| 1925/1926 | 27/02/1926 | Sunderland - Newcastle | 2:2       | Primera División |
| 1926/1927 | 30/10/1926 | Sunderland - Newcastle | 2:0       | Primera División |
| 1926/1927 | 19/03/1927 | Newcastle - Sunderland | 1:0       | Primera División |
| 1927/1928 | 05/11/1927 | Newcastle - Sunderland | 3:1       | Primera División |
| 1927/1928 | 17/03/1928 | Sunderland - Newcastle | 1:1       | Primera División |
| 1928/1929 | 27/10/1928 | Sunderland - Newcastle | 5:2       | Primera División |
| 1928/1929 | 9/03/1929  | Sunderland - Newcastle | 4:3       | Primera División |
| 1929/1930 | 19/10/1929 | Sunderland - Newcastle | 1:0       | Primera División |
| 1929/1930 | 22/2/1930  | Newcastle - Sunderland | 3:0       | Primera División |
| 1930/1931 | 22/11/1930 | Sunderland - Newcastle | 5:0       | Primera División |
| 1930/1931 | 28/03/1931 | Newcastle - Sunderland | 2:0       | Primera División |
| 1931/1932 | 28/11/1931 | Sunderland - Newcastle | 1:4       | Primera División |
| 1931/1932 | 9/04/1932  | Newcastle - Sunderland | 1:2       | Primera División |
| 1932/1933 | 26/11/1932 | Sunderland - Newcastle | 0:2       | Primera División |
| 1932/1933 | 8/04/1933  | Newcastle - Sunderland | 0:1       | Primera División |
| 1933/1934 | 21/10/1933 | Sunderland - Newcastle | 2:1       | Primera División |
| 1933/1934 | 03/03/1934 | Sunderland - Newcastle | 2:0       | Primera División |
| 1948/1949 | 09/10/1948 | Sunderland - Newcastle | 1:1       | Primera División |
| 1948/1949 | 05/03/1949 | Newcastle - Sunderland | 2:1       | Primera División |
| 1949/1950 | 15/10/1949 | Newcastle - Sunderland | 2:2       | Primera División |
| 1949/1950 | 04/03/1950 | Sunderland - Newcastle | 2:2       | Primera División |
| 1950/1951 | 23/03/1951 | Newcastle - Sunderland | 2:2       | Primera División |
| 1950/1951 | 26/03/1951 | Sunderland - Newcastle | 2:1       | Primera División |
| 1951/1952 | 25/12/1951 | Sunderland - Newcastle | 1:4       | Primera División |
| 1951/1952 | 26/12/1951 | Newcastle - Sunderland | 2:2       | Primera División |
| 1952/1953 | 10/09/1952 | Newcastle - Sunderland | 2:2       | Primera División |
| 1952/1953 | 17/09/1952 | Sunderland - Newcastle | 0:2       | Primera División |
| 1953/1954 | 22/08/1953 | Newcastle - Sunderland | 2:1       | Primera División |
| 1953/1954 | 19/12/1953 | Sunderland - Newcastle | 1:1       | Primera División |
| 1954/1955 | 9/10/1954  | Sunderland - Newcastle | 4:2       | Primera División |
| 1954/1955 | 26/02/1955 | Newcastle - Sunderland | 1:2       | Primera División |
| 1955/1956 | 26/12/1955 | Sunderland - Newcastle | 1:6       | Primera División |
| 1955/1956 | 27/12/1955 | Newcastle - Sunderland | 3:1       | Primera División |
| 1955/1956 | 3/03/1956  | Newcastle - Sunderland | 0:2       | FA Cup           |
| 1956/1957 | 25/8/1956  | Sunderland - Newcastle | 1:2       | Primera División |
| 1956/1957 | 22/12/1956 | Newcastle - Sunderland | 6:2       | Primera División |
| 1957/1958 | 21/09/1957 | Sunderland - Newcastle | 2:0       | Primera División |
| 1957/1958 | 1/02/1958  | Sunderland - Newcastle | 2:2       | Primera División |
| 1961/1962 | 2/12/1961  | Newcastle - Sunderland | 2:2       | Primera División |
| 1961/1962 | 21/04/1962 | Sunderland - Newcastle | 3:0       | Primera División |
| 1962/1963 | 13/10/1962 | Newcastle - Sunderland | 1:1       | Primera División |
| 1962/1963 | 2/03/1963  | Sunderland - Newcastle | 0:0       | Primera División |
| 1963/1964 | 9/10/1963  | Sunderland - Newcastle | 2:1       | Primera División |
| 1963/1964 | 14/03/1964 | Newcastle - Sunderland | 1:0       | Primera División |
| 1965/1966 | 3/1/1966   | Sunderland - Newcastle | 2:0       | Primera División |
| 1965/1966 | 05/03/1966 | Newcastle - Sunderland | 2:0       | Primera División |
| 1966/1967 | 29/10/1966 | Newcastle - Sunderland | 0:3       | Primera División |
| 1966/1967 | 04/3/1967  | Sunderland - Newcastle | 3:0       | Primera División |
| 1967/1968 | 26/12/1967 | Newcastle - Sunderland | 2:1       | Primera División |
| 1967/1968 | 30/12/1967 | Sunderland - Newcastle | 3:3       | Primera División |
| 1968/1969 | 31/08/1968 | Sunderland - Newcastle | 1:1       | Primera División |
| 1968/1969 | 22/03/1969 | Newcastle - Sunderland | 1:1       | Primera División |
| 1969/1970 | 8/11/1969  | Newcastle - Sunderland | 3:0       | Primera División |
| 1969/1970 | 27/03/1970 | Sunderland - Newcastle | 1:1       | Primera División |
| 1974/1975 | 03/08/1974 | Sunderland - Newcastle | 2:1       | Torneo Regional  |
| 1975/1976 | 06/08/1975 | Newcastle - Sunderland | 0:2       | Torneo Regional  |
| 1976/1977 | 27/12/1976 | Newcastle - Sunderland | 2:0       | Primera División |
| 1976/1977 | 8/04/1977  | Sunderland - Newcastle | 2:2       | Primera División |
| 1978/1979 | 14/10/1978 | Sunderland - Newcastle | 1:1       | Segunda División |
| 1978/1979 | 24/02/1979 | Newcastle - Sunderland | 1:4       | Segunda División |
| 1979/1980 | 29/08/1979 | Sunderland - Newcastle | 2:2       | EFL Cup          |
| 1979/1980 | 05/09/1979 | Newcastle - Sunderland | 2:2       | EFL Cup          |
| 1979/1980 | 01/01/1980 | Newcastle - Sunderland | 3:1       | Segunda División |
| 1979/1980 | 05/04/1980 | Sunderland - Newcastle | 1:0       | Segunda División |
| 1984/1985 | 01/01/1985 | Newcastle - Sunderland | 3:1       | Primera División |
| 1984/1985 | 08/04/1985 | Sunderland - Newcastle | 0:0       | Primera División |
| 1989/1990 | 24/09/1989 | Sunderland - Newcastle | 0:0       | Segunda División |
| 1989/1990 | 04/02/1990 | Newcastle - Sunderland | 1:1       | Segunda División |
| 1989/1990 | 13/5/1990  | Sunderland - Newcastle | 0:0       | Play-offs        |
| 1989/1990 | 16/5/1990  | Newcastle - Sunderland | 0:2       | Play-offs        |
| 1991/1992 | 17/11/1991 | Sunderland - Newcastle | 1:1       | Segunda División |
| 1991/1992 | 29/03/1992 | Newcastle - Sunderland | 1:0       | Segunda División |
| 1992/1993 | 18/10/1992 | Sunderland - Newcastle | 1:2       | EFL Championship |
| 1992/1993 | 25/04/1993 | Newcastle - Sunderland | 1:0       | EFL Championship |
| 1996/1997 | 4/9/1996   | Sunderland - Newcastle | 1:2       | Primera División |
| 1996/1997 | 5/04/1997  | Newcastle - Sunderland | 1:1       | Primera División |
| 1999/2000 | 25/08/1999 | Newcastle - Sunderland | 1:2       | Primera División |
| 1999/2000 | 9/02/2000  | Sunderland - Newcastle | 2:2       | Premier League   |
| 2000/2001 | 18/11/2000 | Newcastle - Sunderland | 1:2       | Premier League   |
| 2000/2001 | 21/04/2001 | Sunderland - Newcastle | 1:1       | Premier League   |
| 2001/2002 | 26/8/2001  | Newcastle - Sunderland | 1:1       | Premier League   |
| 2001/2002 | 24/2/2002  | Sunderland - Newcastle | 0:1       | Premier League   |
| 2002/2003 | 21/9/2002  | Newcastle - Sunderland | 2:0       | Premier League   |
| 2002/2003 | 26/4/2003  | Sunderland - Newcastle | 0:1       | Premier League   |
| 2005/2006 | 23/10/2005 | Newcastle - Sunderland | 3:2       | Premier League   |
| 2005/2006 | 17/04/2006 | Sunderland - Newcastle | 1:4       | Premier League   |
| 2007/2008 | 10/11/2007 | Sunderland - Newcastle | 1:1       | Premier League   |
| 2007/2008 | 20/4/2008  | Newcastle - Sunderland | 2:0       | Premier League   |
| 2008/2009 | 25/10/2008 | Sunderland - Newcastle | 2:1       | Premier League   |
| 2008/2009 | 1/2/2009   | Newcastle - Sunderland | 1:1       | Premier League   |
| 2010/2011 | 31/10/2010 | Newcastle - Sunderland | 5:1       | Premier League   |
| 2010/2011 | 16/1/2011  | Sunderland - Newcastle | 1:1       | Premier League   |
| 2011/2012 | 20/8/2011  | Sunderland - Newcastle | 0:1       | Premier League   |
| 2011/2012 | 4/3/2012   | Newcastle - Sunderland | 1:1       | Premier League   |
| 2012/2013 | 21/10/2012 | Sunderland - Newcastle | 1:1       | Premier League   |
| 2012/2013 | 14/4/2013  | Newcastle - Sunderland | 0:3       | Premier League   |
| 2013/2014 | 27/10/2013 | Sunderland - Newcastle | 2:1       | Premier League   |
| 2013/2014 | 1/2/2014   | Newcastle - Sunderland | 0:3       | Premier League   |
| 2014/2015 | 21/12/2014 | Newcastle - Sunderland | 0:1       | Premier League   |
| 2014/2015 | 5/4/2015   | Sunderland - Newcastle | 1:0       | Premier League   |
| 2015/2016 | 25/10/2015 | Sunderland - Newcastle | 3:0       | Premier League   |
| 2015/2016 | 20/3/2016  | Newcastle - Sunderland | 1:1       | Premier League   |
| 2023/2024 | 6/1/2024   | Sunderland - Newcastle | 0:3       | FA Cup           |

### Récords
Newcastle
| Temporada | Local | Visitante |
| --------- | ----- | --------- |
| 1909–10   | 1–0   | 2–0       |
| 1911–12   | 3–1   | 2–1       |
| 1913–14   | 2–1   | 2–1       |
| 1920–21   | 6–1   | 2–0       |
| 1955–56   | 3–1   | 6–1       |
| 1956–57   | 6–2   | 2–1       |
| 1992–93   | 1–0   | 2–1       |
| 2002–03   | 2–0   | 1–0       |
| 2005–06   | 3–2   | 4–1       |

Sunderland
| Temporada | Local | Visitante |
| --------- | ----- | --------- |
| 1904–05   | 3–1   | 3–1       |
| 1919–20   | 2–0   | 3–2       |
| 1923–24   | 3–2   | 2–0       |
| 1954–55   | 4–2   | 2–1       |
| 1966–67   | 3–0   | 3–0       |
| 2013–14   | 2–1   | 3–0       |
| 2014–15   | 1–0   | 1–0       |

Mayores victorias
- Sunderland 9–1: (A) 5 de diciembre de 1908

- Newcastle 6-1 (H): 9 de octubre de 1920, (A) 26 de diciembre de 1955

Más victorias consecutivas
- Sunderland 6: 14 de abril de 2013 - octubre de 2015

- Newcastle 5: 24 de febrero de 2002 - 17 de abril de 2006

Más empates consecutivos
- 4 partidos: 8 de abril de 1985 - 13 de mayo de 1990

 Más apariciones en el Derbi
| Equipo     | Jugador        | Liga | Copa | Total |
| ---------- | -------------- | ---- | ---- | ----- |
| Sunderland | George Holley  | 17   | 5    | 22    |
| Newcastle  | Jimmy Lawrence | 22   | 5    | 27    |

Máximos Goleadores
| Equipo     | Jugador        | Liga | Copa | Total |
| ---------- | -------------- | ---- | ---- | ----- |
| Sunderland | George Holley  | 13   | 2    | 15    |
| Newcastle  | Jackie Milburn | 9    | 2    | 11    |

 Record de Asistencias 

#### Asistencia más alta
| Ubicación  | Asistencia | Resultado                       | Año  |
| ---------- | ---------- | ------------------------------- | ---- |
| Sunderland | 68,004     | Sunderland 2–2 Newcastle United | 1950 |
| Newcastle  | 56,000     | Newcastle United 1–1 Sunderland | 1905 |

#### Asistencias más bajas
| Ubicación  | Asistencia | Resultado                         | Año  |
| ---------- | ---------- | --------------------------------- | ---- |
| Sunderland | 25,400     | Sunderland 2–0 Newcastle East End | 1888 |
| Newcastle  | 17,494     | Newcastle United 1–3 Sunderland   | 1893 |

## Jugadores y Entrenadores
Jugadores
Lista de todos los jugadores que disputaron la camiseta tanto del Sunderland A.F.C. como del Newcastle United.
| Lista completa |
| --- |
| A - Patrick van Aanholt - William Agnew - Stan Anderson - John Auld B - Henry Bedford - Paul Bracewell - Titus Bramble - Michael Bridges - Ivor Broadis - Alan Brown C - Steven Caldwell - John Campbell - Michael Chopra - Lee Clark - Jeff Clarke - Jack Colback - Andy Cole D - Joseph Devine - John Dowsey E - David Elliott - Robbie Elliott - Ray Ellison F - Alan Foggon G - Howard Gayle - Tommy Gibb - Shay Given - Thomas Grey - Ron Guthrie H - Thomas Hall - Steve Hardwick - Mick Harford - Steve Harper - John Harvey K - David Kelly - Alan Kennedy - Ki Sung-yueng L - Kazenga LuaLua - James Logan M - Javier Manquillo - Andy McCombie - Albert McInroy - Robert McKay - Bobby Moncur - Daryl Murphy P - Lionel Perez R - James Raine - Raymond Robinson - Robert Robinson - Pop Robson - Danny Rose - Thomas Sowerby Rowlandson S - Louis Saha - Matthew Scott - Len Shackleton - Danny Simpson - John Smith - John Spence - Colin Suggett T - Ernie Taylor - Robert W. Thomson U - Tommy Unwin V - Barry Venison W - Chris Waddle - Nigel Walker - Billy Whitehurst - David Lalty Willis Y - DeAndre Yedlin - David Young |

Entrenadores
Bob Stoke quien ganó la FA Cup con el Newcastle United siendo jugador en el año 1955.  Dirigió también al Sunderland A.F.C. entre 1972 y 1977. Consiguió ganar el título de FA Cup en 1973 y logró ascender a la First Division en 1976. Brevemente volvió a dirigir a los Black Cats en 1987.
Sólo ha habido dos entrenadores que han dirigido tanto al Sunderland como al Newcastle durante toda su trayectoria. El primero fue Sam Allardyce quien primero llegó a St James' Park en 2007 y posteriormente dirigió al club de Wearside en 2015. Y el otro es Steve Bruce quien de 2009 a 2011 dirigió a los del Stadium of Light y después sustituyó a Rafa Benítez en Tyneside de 2019 a 2021.